# Grande Prêmio da Espanha de 2016 (MotoGP)
O Grande Prêmio da MotoGP da Espanha de 2016 ocorreu em 24 de abril.

## Resultados

### Classificação MotoGP
| Pos | Piloto           | Equipe                        | Moto    | Tempo     | Pontos |
| --- | ---------------- | ----------------------------- | ------- | --------- | ------ |
| 1   | Valentino Rossi  | Movistar Yamaha MotoGP        | Yamaha  | 45'28.834 | 25     |
| 2   | Jorge Lorenzo    | Movistar Yamaha MotoGP        | Yamaha  | +2.386    | 20     |
| 3   | Marc Marquez     | Repsol Honda Team             | Honda   | +7.087    | 16     |
| 4   | Dani Pedrosa     | Repsol Honda Team             | Honda   | +10.351   | 13     |
| 5   | Aleix Espargaro  | Team SUZUKI ECSTAR            | Suzuki  | +14.143   | 11     |
| 6   | Maverick Viñales | Team SUZUKI ECSTAR            | Suzuki  | +16.772   | 10     |
| 7   | Andrea Iannone   | Ducati Team                   | Ducati  | +26.277   | 9      |
| 8   | Pol Espargaro    | Monster Yamaha Tech 3         | Yamaha  | +30.750   | 8      |
| 9   | Eugene Laverty   | Aspar Team MotoGP             | Ducati  | +32.325   | 7      |
| 10  | Hector Barbera   | Avintia Racing                | Ducati  | +32.624   | 6      |
| 11  | Cal Crutchlow    | LCR Honda                     | Honda   | +38.497   | 5      |
| 12  | Bradley Smith    | Monster Yamaha Tech 3         | Yamaha  | +39.669   | 4      |
| 13  | Loris Baz        | Avintia Racing                | Ducati  | +45.227   | 3      |
| 14  | Stefan Bradl     | Aprilia Racing Team Gresini   | Aprilia | +47.886   | 2      |
| 15  | Yonny Hernandez  | Aspar Team MotoGP             | Ducati  | +47.988   | 1      |
| 16  | Michele Pirro    | OCTO Pramac Yakhnich          | Ducati  | +49.414   | 0      |
| 17  | Jack Miller      | Estrella Galicia 0,0 Marc VDS | Honda   | +49.513   | 0      |
| 18  | Tito Rabat       | Estrella Galicia 0,0 Marc VDS | Honda   | +53.334   | 0      |
| 19  | Scott Redding    | OCTO Pramac Yakhnich          | Ducati  | +1'05.555 | 0      |

### Classificação Moto2
| Pos | Piloto              | Equipe                        | Moto     | Tempo     | Pontos |
| --- | ------------------- | ----------------------------- | -------- | --------- | ------ |
| 1   | Sam Lowes           | Federal Oil Gresini Moto2     | Kalex    | 44'58.624 | 25     |
| 2   | Jonas Folger        | Dynavolt Intact GP            | Kalex    | +2.480    | 20     |
| 3   | Alex Rins           | Paginas Amarillas HP 40       | Kalex    | +8.113    | 16     |
| 4   | Franco Morbidelli   | Estrella Galicia 0,0 Marc VDS | Kalex    | +10.659   | 13     |
| 5   | Johann Zarco        | Ajo Motorsport                | Kalex    | +14.594   | 11     |
| 6   | Thomas Luthi        | Garage Plus Interwetten       | Kalex    | +16.019   | 10     |
| 7   | Takaaki Nakagami    | IDEMITSU Honda Team Asia      | Kalex    | +16.352   | 9      |
| 8   | Dominique Aegerter  | CarXpert Interwetten          | Kalex    | +18.433   | 8      |
| 9   | Luis Salom          | SAG Team                      | Kalex    | +21.502   | 7      |
| 10  | Xavier Simeon       | QMMF Racing Team              | Speed Up | +31.300   | 6      |
| 11  | Hafizh Syahrin      | Petronas Raceline Malaysia    | Kalex    | +35.980   | 5      |
| 12  | Mattia Pasini       | Italtrans Racing Team         | Kalex    | +37.348   | 4      |
| 13  | Isaac Viñales       | Tech 3 Racing                 | Tech 3   | +37.454   | 3      |
| 14  | Jesko Raffin        | Sports-Millions-EMWE-SAG      | Kalex    | +48.923   | 2      |
| 15  | Robin Mulhauser     | CarXpert Interwetten          | Kalex    | +55.832   | 1      |
| 16  | Luca Marini         | Forward Team                  | Kalex    | +1'01.795 | 0      |
| 17  | Lorenzo Baldassarri | Forward Team                  | Kalex    | +1'09.465 | 0      |
| 18  | Federico Fuligni    | Team Ciatti                   | Kalex    | +1'10.201 | 0      |
| 19  | Alessandro Tonucci  | Tasca Racing Scuderia Moto2   | Kalex    | +1'10.642 | 0      |

### Classificação Moto3
| Pos | Piloto             | Equipe                     | Moto     | Tempo     | Pontos |
| --- | ------------------ | -------------------------- | -------- | --------- | ------ |
| 1   | Brad Binder        | Red Bull KTM Ajo           | KTM      | 41'29.882 | 25     |
| 2   | Nicolo Bulega      | SKY Racing Team VR46       | KTM      | +3.336    | 20     |
| 3   | Francesco Bagnaia  | ASPAR Mahindra Team Moto3  | Mahindra | +3.441    | 16     |
| 4   | Jorge Navarro      | Estrella Galicia 0,0       | Honda    | +3.513    | 13     |
| 5   | Jakub Kornfeil     | Drive M7 SIC Racing Team   | Honda    | +13.728   | 11     |
| 6   | Joan Mir           | Leopard Racing             | KTM      | +13.933   | 10     |
| 7   | Romano Fenati      | SKY Racing Team VR46       | KTM      | +13.993   | 9      |
| 8   | Enea Bastianini    | Gresini Racing Moto3       | Honda    | +14.052   | 8      |
| 9   | Jules Danilo       | Ongetta-Rivacold           | Honda    | +14.409   | 7      |
| 10  | Philipp Oettl      | Schedl GP Racing           | KTM      | +14.588   | 6      |
| 11  | Andrea Migno       | SKY Racing Team VR46       | KTM      | +14.874   | 5      |
| 12  | Juanfran Guevara   | RBA Racing Team            | KTM      | +30.317   | 4      |
| 13  | Gabriel Rodrigo    | RBA Racing Team            | KTM      | +30.668   | 3      |
| 14  | Khairul Idham Pawi | Honda Team Asia            | Honda    | +35.746   | 2      |
| 15  | Tatsuki Suzuki     | CIP-Unicom Starker         | Mahindra | +35.783   | 1      |
| 16  | Adam Norrodin      | Drive M7 SIC Racing Team   | Honda    | +35.907   | 0      |
| 17  | Livio Loi          | RW Racing GP BV            | Honda    | +36.085   | 0      |
| 18  | Albert Arenas      | MRW Mahindra Aspar Team    | Mahindra | +36.307   | 0      |
| 19  | Maria Herrera      | MH6 Laglisse               | KTM      | +45.591   | 0      |
| 20  | Davide Pizzoli     | Procercasa - 42 Motorsport | KTM      | +50.768   | 0      |
| 21  | Bo Bendsneyder     | Red Bull KTM Ajo           | KTM      | +53.795   | 0      |
| 22  | Enzo Boulom        | Procercasa - 42 Motorsport | KTM      | +53.985   | 0      |
| 23  | Fabio Spiranelli   | CIP-Unicom Starker         | Mahindra | +1'22.026 | 0      |